# Joaquín Vázquez
Joaquín Vázquez (né le 9 novembre 1897 à Badajoz et mort le 21 octobre 1965) est un footballeur international espagnol. Il participe aux Jeux olympiques d'été de 1920, remportant la médaille d'argent avec l'Espagne.

## Biographie
Joaquín Vázquez reçoit une sélection en équipe d'Espagne lors de l'année 1920. Il s'agit d'un match disputé contre la Belgique à Anvers, dans le cadre des Jeux olympiques d'été de 1920 (défaite 3-1).

## Palmarès

### équipe d'Espagne
- Jeux olympiques de 1920 :
  -  Médaille d'argent.

### Real Unión de Irún
- Coupe d'Espagne :
  - Vainqueur : 1918 et 1924.